# Mormia vardarica
Mormia vardarica és una espècie d'insecte dípter pertanyent a la família dels psicòdids que es troba a Europa, més concretament al riu Vàrdar (Macedònia del Nord).